# Coulometrischer Feuchtesensor
Als coulometrischen Feuchtesensor oder Keidelmesszelle bezeichnet man einen Feuchtesensor, der den Wasserdampfgehalt der Luft (Luftfeuchtigkeit) in sehr geringer Konzentration (Spurenfeuchte) misst. Die Messung basiert auf der Eigenschaft von Diphosphorpentoxid ({\displaystyle \mathrm {P_{2}O_{5}} }), den in der Umgebung enthaltenen Wasserdampf zu absorbieren. Auf Keidel [1] geht das klassische Messverfahren der elektrochemischen Zerlegung von Wasser an der stark hygroskopischen Phosphoroxid-Schicht zurück. {\displaystyle \mathrm {P_{2}O_{5}} } ist  seit langem als ein ausgezeichnetes Trockenmittel zur Bindung von Restfeuchte bekannt. Wird ein Gasstrom mit geringem Feuchteanteil an dieser stark hygroskopischen Schicht vorbeigeführt, so kommt es zur Absorption des im Gasstrom enthaltenen Wasserdampfes. Liegt ein elektrisches Feld an dieser sensitiven Schicht, so kommt es zur Zersetzung der Phosphorverbindung und entsprechend dem Faradayschen Gesetz zu einem der umgesetzten Menge Wasserdampf ({\displaystyle \mathrm {H_{2}O} }) äquivalenten Stromfluss:
{\displaystyle Q=I\cdot \mathrm {d} t=F\cdot a=F\cdot z{\frac {m(\mathrm {H_{2}O} )}{M(\mathrm {H_{2}O} )}}\qquad \qquad (1)}
Hierbei stehen die einzelnen Formelzeichen für folgende Größen:
- {\displaystyle Q} – Ladungsmenge
- {\displaystyle I} – elektrischer Strom
- {\displaystyle z} – Anzahl ausgetauschter Elektronen
- {\displaystyle F} – Faraday-Konstante = 96484 As/mol
- {\displaystyle m(\mathrm {H_{2}O} )} – Masse des Wasserdampfes
- {\displaystyle M(\mathrm {H_{2}O} )} – molare Masse des Wasserdampfes

Wird keine vollständige elektrochemische Zerlegung des Wasserdampfes erzielt, so stellt sich bei einem konstanten Gasfluss und unter konstantem Druck ein dynamisches Gleichgewicht zwischen der absorbierten und der elektrolysierten Wassermenge ein, so dass der gemessene Strom zum Feuchtegehalt im Messgas proportional ist. Mit dieser Methode können Wasserdampfkonzentrationen in Gasen im Bereich von (0,1 … 2000) ppmv bzw. einem Reifpunkt von (–90 … −13) °C gemessen werden.
Keidel entwickelte daraus eine industrietaugliche Messzelle für die Spurenfeuchtemessung.
Unter dem Einfluss von elektrischem Strom wird das Wasser zerlegt. Die Reaktion läuft im Gleichgewicht ab:
{\displaystyle \mathrm {P_{2}O_{5}+H_{2}O\rightarrow 2HPO_{3}} \qquad \qquad (2)}
{\displaystyle \mathrm {2HPO_{3}\rightarrow H_{2}+{\frac {1}{2}}O_{2}+P_{2}O_{5}} \qquad \qquad (3)}
Die Messung der Spurenfeuchte in einem vorbeiströmenden Gas wird auf  eine Strommessung zurückgeführt. Der elektrische Strom an den Elektroden ist direkt von der umgesetzten Wassermenge abhängig. Entsprechend dem Faraday‘schen Gesetz ist für die Umsetzung von 1 mol Wasser eine elektrische Ladung von 96484 As nötig. Bei vollständiger Umsetzung des Wassers durch das {\displaystyle \mathrm {P_{2}O_{5}} } fließt ein Strom von
{\displaystyle I=1{,}0712104\cdot a\cdot V\;\mathrm {As/g} \qquad \qquad (4)}
Hierbei stehen die einzelnen Formelzeichen für folgende Größen:
- {\displaystyle a} = absolute Feuchte in g(W)/kg(tr.L)
- {\displaystyle V} – Volumenfluss des feuchten Gases

Die technische Ausführung eines Sensors auf der Basis der coulometrischer Messung besteht aus den Komponenten:
- sensitive Oberflächenschicht aus {\displaystyle \mathrm {P_{2}O_{5}} } mit Elektroden, an denen eine      konstante Gleichspannung U > 2 VDC anliegt
- konstante Gasführung über diese Oberfläche; Gasstrom in geringem Abstand und mit konstanter Strömungsgeschwindigkeit
- konstantes Gasvolumen (eingestellt über Volumenstromregler)
- Amperemeter zur Messung des umgesetzten Stromes.

Die Erfassung des Wassergehalts basiert auf der Messung des ohmschen Widerstandes, der in einem großen Bereich veränderlich ist. Die Vorteile des Messverfahrens sind, dass es sehr robust und der Sensor relativ einfach aufgebaut ist. Eine Regeneration des Sensors kann sehr einfach durch Aufbringen der Phosphorlösung  durchgeführt werden. Ein anschließendes Kalibrieren der Messzelle ist nicht erforderlich, da es sich um ein direktes Messverfahren zur Messung des absoluten Feuchtegehaltes handelt. Es lassen sich Gase mit aggressiven Komponenten (HCl) problemlos messen. Solange die aggressiven Bestandteile nicht das oben beschriebene Gleichgewicht des {\displaystyle \mathrm {P_{2}O_{5}} } zerstören (wie z. B. {\displaystyle \mathrm {NH_{4}} }) sind Messungen möglich.
 Nachteil des Messverfahrens ist, dass die Messzelle meist nicht direkt in den Gasstrom eingesetzt werden kann.